# ادوارد یکم

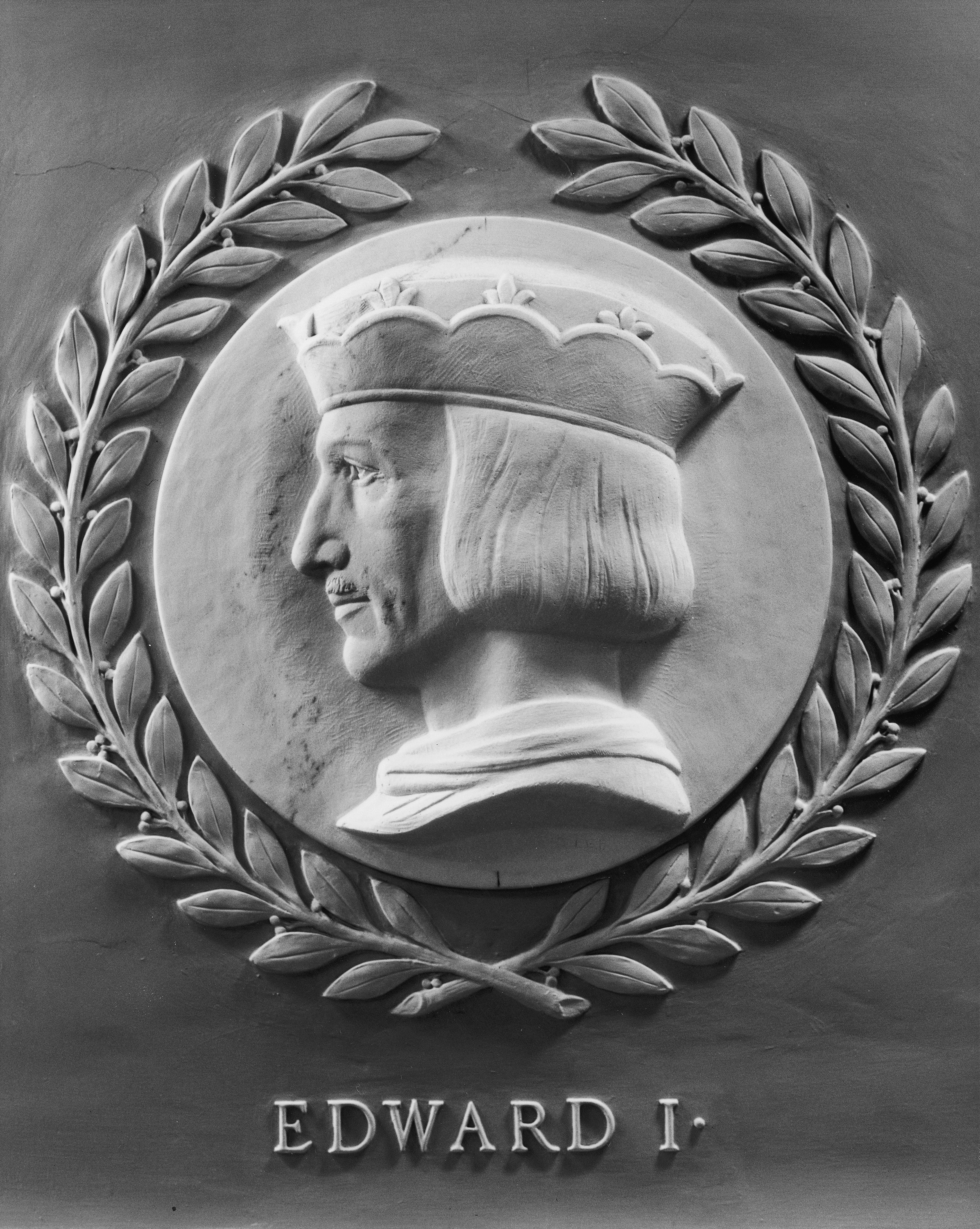
نقش‌برجسته‌ای از ادوارد یکم در مجلس نمایندگان ایالات متحده آمریکا برای گرامیداشت یاد او به عنوان یکی از ۲۳ شخصیت برجستهٔ جهان در امر قانونگذاری در سرتاسر تاریخ.

ادوارد یکم (زادهٔ ۱۷/۱۸ ژوئن ۱۲۳۹ – درگذشتهٔ ۷ ژوئیه ۱۳۰۷)، ملقب به ادوارد درازقد یا ادوارد پادراز (به انگلیسی: Edward Longshanks)، پادشاه انگلستان (۱۶ نوامبر ۱۲۷۲ - ۷ ژوئیه ۱۳۰۷) و لرد ایرلند، پسر و جانشین هنری سوم بود. شهرت وی بخاطر تسخیر ولز و نگه‌داشتن اسکاتلند به عنوان جزئی از انگلستان است. او همچنین یهودیان را از انگلستان بیرون راند و چون به آزادی پارلمانی احترام می‌گذاشت، به او لقب ژوستینین انگلستان (به انگلیسی: English Justinian) داده شد.

## سال‌های اولیه زندگی
ادوارد در شب ۱۷–۱۸ ژوئن ۱۲۳۹ در کاخ وست مینستر متولد شد. ادوارد یک نام آنگلوساکسونی بود که در میان اشراف انگلیسی رایج بوده است.

## مرگ و میراث
در ماه فوریه سال ۱۳۰۷، بروس دوباره ظاهر شد و شروع به جمع‌آوری مردان کرد و در ماه مه، او را در نبرد لوودون هیل شکست داد. ادوارد، که تا حدودی به تجمع رسیده بود، اکنون خود را به سمت شمال حرکت داد و در عوض او دچار خستگی ذهنی شد وضعیتش از قبل بدتر. در ۶ ژوئیه او در در منطقه‌ای به نام Burgh by Sands در جنوب غربی اسکاتلند اردو زد. صبح روز بعد وقتی که آشنایانش خواستند او را بلند کنند تا غذا بخورد وی دیگر زنده نبود.
داستان‌های مختلف در مورد خواسته‌های مرگبار ادوارد وجود دارد برای مثال او درخواست کرد که قلبش به سرزمین مقدس همراه با یک ارتش برای مبارزه با کافران منتقل شود.

## ادبیات و سینما
ادوارد اول احتمالا الهام بخش شخصیت تایوین لنیستر در رمان فانتزی حماسی نغمه‌ی یخ و آتش و اقتباس تلویزیونی آن یعنی سریال بازی تاج و تخت است.